# Xesca Ensenyat i Seguí
Francesca Ensenyat i Seguí (Port de Pollença, 1952 - Inca, 14 de maig de 2009) va ser una escriptora i bloguera pollencina.
Es donà a conèixer amb el poemari Ciutat de l'horabaixa el 1969, però ben aviat es passà a la narrativa, que li valgué diversos premis. D'aquesta forma, el 1975 guanyà el Premi Ciutat de Manacor amb L'amagatall de guipur, el 1984 el Premi Ciutat de Palma-Llorenç Villalonga de novel·la amb Villa Coppola, el 1992 el Premi Ramon Muntaner de literatura juvenil amb Quan venia l'esquadra, la seva obra més coneguda, i el 1993 el Premi de Novel·la Breu Ciutat de Mollerussa amb Massa vi per a un sol calze.
Al llarg de la seva obra, va desenvolupar tot un món literari al voltant del seu poble natal, que fou anomenat "Bellpuix", "País d'Urxella" o "Tarrella". Durant els anys 70 havia estudiat medicina a Barcelona, on es va submergir en el món literari, com també polític, i va desenvolupar una ideologia d'esquerres i independentista. El vincle amb Pollença es va plasmar en el pregó de les festes de la Patrona de l'any 1987, titulat Compilació de bromes que vàrem fer quan estàvem de bones i quan no hi estàvem i tot. Va escriure, a més, textos diversos, com un pròleg (1981) a una antologia dedicada a la poeta Maria Antònia Salvà i Ripoll o el relat Història del formatge (1995), arran d'una conferència pronunciada a Algaida dins els actes de celebració de l'emissora Titoieta Ràdio.
Xesca Ensenyat va fundar i dirigir entre febrer del 1987 i gener del 1988 la publicació mensual L’Espira i col·laborà amb alguns mitjans periodístics com Última Hora o El País. A més, va ser una pionera dins el món bloguer amb el seu blog titulat L'hidroavió apagafocs, on publicava escrits diversos, a més de capítols d'una novel·la inèdita titulada Babalusa, la medusa. És per això que l'any 2012 se celebraren a Búger, Mallorca, unes jornades sobre blocs i literatura dedicades a la seva memòria, on participaren bloguers i escriptors com Biel Mesquida, Sebastià Perelló, Vicent Partal o David Figueres, entre d'altres.
El mateix any, el seu fill, el també escriptor Marc Cerdó, edità la novel·la inèdita Una altra vida.
El 2015, l'actriu Cati Solivellas, sota direcció de Joan Fullana, portà a escena una versió teatral de Quan venia l'esquadra en forma de monòleg, que fou estrenada al Teatre Principal de Palma.

## Obres[3]
- Ciutat de l'horabaixa (1969). Palma: Ed. Cors. Poesia.
- L'amagatall de guipur (1976). Palma: Llibres Turmeda. Premi Ciutat de Manacor.
- Villa Coppola (1985). Barcelona: La Magrana. Premi Ciutat de Palma-Llorenç Villalonga de novel·la.
- Una moda fresqueta (1991). Barcelona: Empúries.
- Quan venia l'esquadra (1994). Palma: Moll. Premi Ramon Muntaner de literatura juvenil.
- Massa vi per a un sol calze (1994). Barcelona: Columna. Premi de Novel·la Breu Ciutat de Mollerussa.
- Canvi de perruqueria i altres misèries (1995). Palma: Moll.
- Quaranta anys no són res (1997). Tarragona: El Mèdol. Publicat sota el pseudònim Loleta Flors.
- Una altra vida (2012). Palma: Lleonard Muntaner. Edició a cura de Marc Cerdó.
- Babalusa, la medusa (2021). Pollença: El Gall. Edició a cura de Marc Cerdó.